# Notophryxus longicaudatus
Notophryxus longicaudatus là một loài chân đều trong họ Dajidae. Loài này được Vanhöffen miêu tả khoa học năm 1914.